# Pilgrim de Köln
Pilgrim (n. anii 980 – d. 25 august 1036) a fost arhiepiscop al Arhidiecezei de Köln între 1021 și 1036 și arhicancelar al Italiei (din 1031) în cadrul Sfântului Imperiu romano-german, demnitate pe care Pilgrim a obținut-o pentru toți succesorii săi din scaunul arhiepiscopal.
Originile lui Pilgrim nu sunt cunoscute cu certitudine, presupunându-se că ar fi descins fie din conții de Isengau, fie din margraful Aribo de Austria.
Pilgrim a fost un prelat-militar, care i-a însoțit pe împărații Henric al II-lea și Conrad al II-lea în expedițiile acestora în sudul Italiei și chiar a primit comanda unei divizii a armatei imperiale în marșul acesteia către sud prin Peninsula Italică, în anul 1024.
Între 1016 și 1021, Pilgrim a fost prior al catedralei din Bamberg. La 29 iunie 1021, Henric al II-lea l-a numit arhiepiscop de Köln și, cu ocazia Paștelui din 1028, același Pilgrim a fost cel care l-a încoronat la Aachen pe fiul împăratului Conrad al II-lea ca rege al Germaniei, sub numele de Henric al III-lea.
În campania din anul 1024 Pilgrim a traversat cu trupele sale coasta occidentală a Italiei, străbătând Statul papal. Însărcinat să aresteze pe noul abate de Montecassino, Atenulf, și pe principele de Capua Pandulf al IV-lea, el a început asediul asupra Capuei, după ce a evitat să treacă prin Montecassino, pe care Atenulf îl abandonase în grabă. Dat fiind că Pandulf nu se mai bucura de loialitatea populației din Capua și nici de cea a mercenarilor normanzi, orașul și-a deschis destul de repede porțile trupelor arhiepiscopului, iar Pandul s-a văzut nevoit să se predea. În loc să se întoarcă spre răsărit către Troia (în regiunea Foggia), unde era masat grosul trupelor imperiale, Pilgrim s-a îndreptat către Salerno, pe care a început să îl asedieze. Spaima pe care trupele sale au provocat-o asupra ducelui Sergiu al IV-lea de Neapole l-a făcut pe acesta din urmă să se supună, fără a fi măcar amenințat cu asediul.
După doar o lună de asediu asupra Salerno, Pilgrim a renunțat în schimbul unor ostateci și s-a raliat restului trupelor împăratului Henric al II-lea. Împăratul era tocmai pe punctul de a-l executa pe Pandulf al IV-lea, însă arhiepiscopul a intervenit la timp pentru a salva viața principelui.
Pilgrim a obținut pentru arhiepiscopia sa dreptul de a bate monedă pentru Köln și Andernach.
Este înmormântat în Bazilica Sfinții Apostoli din Köln, una din cele 12 bazilici romanice din Köln.
Succesorul său în funcție a fost Hermann al II-lea de Köln.